# Guido van Rossum
Guido van Rossum, född 31 januari 1956, är en nederländsk programmerare och skapare av programmeringsspråket Python (1989). 
Han var i början av 80-talet knuten till det Matematiska Centret i Amsterdam och utgjorde en del av det team som skapade programmeringsspråket ABC. Samtidigt utvecklades Python av en entusiastisk grupp under hans ledning.
I maj 1999 fick han Dr. Dobb's Journals "1999 Excellence in Programming Award" för sina insatser vid utvecklingen av Python. Mellan 2000 och 2003 var han anställd hos Zope Corporation, där han arbetade med utvecklingen av Zope. Han var från december 2005 till december 2012 anställd hos Google (Python är tillsammans med C++ och Java de av Google mest använda programmeringsspråken). Sedan januari 2013 arbetar han för Dropbox.
Rossums favoritprogram är Monty Pythons flygande cirkus. Denna kärlek påverkade valet av namn på programspråket och många exempelsträngar i dokumentationen är meningar tagna ur serien.